# Copla
Een copla is een Spaanse dichtvorm.
De copla is het gedicht van het volk en is vaak "ondeugend" van aard. Feitelijk bezit de copla geen vaste vorm, maar het merendeel heeft 4 regels van elk 8 lettergrepen.
De copla is in het Nederlands vooral bekend geworden door Hendrik de Vries die ze in de jaren 20 en 30 verzamelde en vertaalde. Later schreef hij ze ook zelf.
Ook wanneer ik tusschen de bloemen
Op een baar in de kerk was gelegen —
Als iemand je naam zou noemen
Zou ik zeker het hoofd bewegen.